# Agnar Mykle
Agnar Mykle, f. Myklebust (8. august 1915 i Trondheim-14. januar 1994 i Asker) var en norsk forfatter. Hans mest berømte bøger, romanerne Lasso rundt fru Luna og Sangen om den røde rubin om en ung mands erfaringer med livet, er blevet stående som højdepunkter i norsk litteraturhistorie. Den sidstnævnte roman førte til, at Mykle i 1956-57 blev involveret i en omfattende retssag, hvor han sammen med Gyldendal Norsk Forlag blev sagsøgt på grund af bogens påståede pornografiske indhold. Han blev frifundet ved højesteret, men retssagen synes at have påført ham et knæk, og siden publicerede han få bøger. Mykle var også en pioner indenfor norsk dukketeater. Sammen med sin kone Jane Mykle etablerede han Norsk dukketeater i 1949, og de to skrev vigtige lærebøger om dette emne.

## Biografi
Agnar Mykle voksede op i Trøndelag, og tog en uddannelse i økonomi ved Norges Handelshøjskole i Bergen, hvor han udmærkede sig som en meget dygtig studerende. Senere boede han det meste af livet i Asker.
Mykle anså sig selv som "the greatest writer in the world" og forventede at blive tildelt "den dobbelte nobelpris". Han slog for alvor igennem med sin anden roman Lasso rundt fru Luna i 1954, der handler om en ung mand, som flytter fra sine forældre i Trøndelag og tager arbejde i Nordnorge. Her gør han stærke erfaringer med både kvinder og den nordnorske kultur. Bogen blev kritikerrost og opnåede gode salgstal, men samtidig lod en del sig provokere af de erotiske skildringer. En ny sædelighedsdebat var i gang. Det hele toppede imidlertid med opfølgningsromanen Sangen om den røde rubin, som udkom to år senere. Den gav norsk sprog et nyt verbum – at mykle, dvs. at gøre noget unævneligt.  Romanens titel henspiller – som det forklares på den sidste side – på det rubinrøde lys, solen lægger over Bergens bjergsider ved solnedgang.
Bogen blev politianmeldt på grund af dristige seksualskildringer. "En kompostbunke af brunstig elskovsreportage," skrev den kristne avis Vårt Land. Mange ville have Rigsadvokaten til at benytte en sovende utugtsparagraf; men Rigsadvokaten udtalte, at han ikke så nogen stor principiel forskel på nøgenhed på tryk og nøgenheden på Nasjonalgalleriets malerier.  Det bør imidlertid ikke glemmes, at den påfølgende retsproces blev udløst af et anonymt brev til Kirkedepartementet fra en kvinde i Bergen - og det drejede sig ikke om pornografi. Den røde rubin er nemlig en meget udleverende nøgleroman, og kvinden genkendte med forfærdelse sig selv som "en af de kvinder, der er så grusomt omtalt". Hun havde holdt "fortvivlet meget" af Mykle, og var til gengæld blevet udleveret af ham i en grad, så hun - og flere andre kvinder - gennem flere tiår fik livet helt ødelagt.  Her havde Mykle meget at stå til ansvar for, og det bidrog i stor grad til, at retsprocessen blev igangsat - "Det var sandsynligvis lige så vigtigt for reaktionen mod Mykles roman "Sangen om den røde rubin", at den var en nøgleroman med identificerbare modeller, som at den var pornografisk." - ligesom man i dag tager fat på spredning af private fotos på Internet.
En omfattende retsproces førte først til, at bogen blev konfiskeret og forbudt i 1957. En anke førte sagen til højesteret, hvor forlag og forfatter blev frikendt. Retssagen er i eftertid blevet stående som et billede af 1950'ernes puritanske retsvæsen og samfund, og udgør dermed et vigtigt kapitel i Norges historie. Selv om Mykle til sidst blev frikendt, gav processen ham alligevel en knæk for livet.
I sine fire romaner er det den unge mands sind, Mykle udforsker. Hovedpersonen er i en situation, hvor han orienterer sig bort fra de småborgerlige værdier, som har præget hans opvækst, samtidig som han endnu ikke har etableret et sikkert fodfæste i livet. Særlig står forholdet til kvinderne i fokus. Hovedpersonen i Lasso rundt fru Luna og Sangen om den røde rubin, Ask Burlefot, er dybt splittet i sit syn på kvinder.
Mykles skrivestil var meget digressiv og detaljeskildrende. Mykle havde sin nok største inspirationskilde og litterært slægtskab med den amerikanske forfatter Thomas Wolfe. Anden litteratur, som Mykle satte højt, var blandt andre Dostojevskij og fransk 1800-talls litteratur. Han var også begejstret for den britiske forfatter John Collier.
Sønnen Arne Bust Mykle (1937-2015) har også arbejdet med dukketeater, blandt andet børne-tv-serien om Pompel og Pilt fra 1969. 

## "Krigen" mod Danmark
Sangen om den røde rubin blev sat op af Rigsteatret med urpremiere 4. februar 2010.  I Danmark blev bogen filmatiseret, og ovenikøbet lanceret som et "lystspil".  Kritikerne slagtede filmen, men publikum strømmede til. Embla blev spillet af Ghita Nørby. Mykle var yderst misfornøjet med filmen, og truede Danmark med "åndelig krig". I en samtale med Dagbladet forklarede han dog, at han havde afblæst krigen pga. Ghita Nørbys "smilehull i overlæben". I et portrætinterview med hende i 2006 mindede Dagbladets journalist Nørby om episoden; men den ville hun ikke høre om.
Udenlandske filmselskaber havde allerede i 1957 vist interesse for filmrettighetene til Rubinen; men Mykles krav i forhandlingerne gjorde det svært at få en aftale. Han forlangte en filmatisering af både Lasso rundt fru Luna og Sangen om den røde rubin. Dertil ville han have fuld kontrol over det kunstneriske produkt. Forhandlingerne strandede, og i 1966, da han havde hårdt brug for pengene, tilbød han rettighederne i et åbent standardbrev for cash US $ 44.444,44 + cash US $ 5.555,55 og begrundede beløbenes størrelse med, at "The song of the red ruby is definitely a better book than Lolita". Det følgende år accepterede han alligevel Palladiums tilbud på 40.000 kroner. 17. september 1969 begyndte filmoptagelserne med Ole Søltoft fra Sengekantsfilmene som Ask. Filmens producent, John Hilbard, forsikrede, at filmversionen kom til at være "meget loyal" overfor romanen, selv om handlingen ville blive lagt til Danmark og samtiden. Hilbard afviste på det bestemteste, at filmen ville spekulere i de erotiske scener. Filmen fik premiere 2. marts 1970. I tidsskriftet Film 70 skrev Jørgen I. Jensen: "For den statistisk interesserede: Filmen rummer ca. 25 coitus. For den pornografisk interesserede: Man ser ikke rigtig noget. For den film-interesserede: Filmen rummer stort set ikke andet. For den lystspil-interesserede: Ole Søltoft er elskeren."
Dagbladet havde 23. juni 1970 trykket Mykles "krigserklæring" med fede typer i sin avis. Den lød: "Norge erklærer Danmark krig!" Mykle skrev, at fremtidens historiebøger ville omtale denne krig som "passionskrigen" med start 1. september 1970. Det ville give Danmark to måneder til at "mobilisere sin hær, sin marine og sit flyvevåben".
Ifølge Mykle havde Danmark krænket en af Norges to nationalhelligdomme, Nidarosdomen og Nordens største roman, Sangen om den røde rubin. Nogle dage forinden havde han nemlig set Annelise Meineches filmatisering af hans to romaner, Lasso rundt fru Luna og Sangen om den røde rubin. Mykle skrev, at havde han ikke haft den udvej at grine, var han død af hedeslag under fremvisningen. Pål Bang-Hansen skrev fra filmfestivalen i Cannes i Arbeiderbladet 4. maj 1970: "Det eneste bidrag af betydning fra vores side, bliver formentlig romangrundlaget for danskernes Sangen om den røde rubin, som vises på en af baggadernes biografer i de næste dage. – Højst sandsynligt vil der ikke være nogen grund til at udvise national stolthed i den anledning." Mykle sendte imidlertid et åbent brev adresseret til Klaus Rifbjerg: "Tak for din betingede støtte til Norges krig mod Danmark. Stop. Som jo intet andet er end krigen mellem det ægte og det uægte. Stop. Mellem lidenskaben og lunkenheden. Stop. Mellem det umulige og det ligegyldige. Stop. Mellem kunsten og reklamen. Stop. Du har ikke set filmen om den røde rubin. Stop. Gå og se den. Stop. Du vil få dit livs nordiske rystelse. Stop. Du vil se et hul så dybt som Nidarosdomen. Stop. Du vil bakke bagud. Stop. Du vil blive dansk afhopper. Stop. Du vil spise dit danske pas. Stop. Du vil melde dig som frivillig til den norske hær. Stop. Velkommen. Stop. Også om du foretrekker marinen. Stop. Norges marine trænger officerer som ved forskel på en whisky-dunk og en torpedo. Stop. Du vil gøre en rask og lysende karrière. Stop. Orlogskaptajn med det samme. Stop. Efter to måneder opryk til admiral. Stop. En dansk mand som admiral for den norske krigsflåde. Stop. Det er verdenshistorie. Stop. Ubetinget. Agnar Mykle." Mykle truede med at gå til søgsmål mod filmselskabet Palladium for "kunstnerisk vandalisme", og forlange 32 millioner kroner i erstatning. Men Ghita Nørbys smilehul reddede dem fra det.

## Priser og udmærkelser
- Gyldendals legat 1954
- Kultur- og kirkedepartementets pris for barne- og ungdomslitteratur for Dukketeater i 1954, sammen med Jane Mykle